# Ophiacantha eurythyra
Ophiacantha eurythyra is een slangster uit de familie Ophiacanthidae.
De wetenschappelijke naam van de soort werd in 1935 gepubliceerd door Hubert Lyman Clark.